# Liste der Mainzer Fastnachtsvereine

Neugründungen Mainzer Fastnachtsvereine

Die Liste der Fastnachtsvereine in Mainz enthält aktuell 75 Mainzer Fastnachtsvereine (Stand: 2011). Die höchste Anzahl an Gründungen gab es 1974 mit fünf Gründungen, gefolgt 1947 mit vier, danach mit je drei Gründungen die Jahre 1877, 1886, 1960, 1981, 2013 und 2014.

## Liste
| Gründungsjahr | Vereinsname                                                         | Abkürzung         | Ort               | Besonderheit |  |
| ------------- | ------------------------------------------------------------------- | ----------------- | ----------------- | --- |  |
| 1837          | Mainzer Ranzengarde                                                 | MRG               | Mainz             | |  |
| 1838          | Mainzer Carneval-Verein                                             | MCV               | Mainz             | |  |
| 1856          | Mainzer Kleppergarde                                                | MKG               | Mainz             | Der Name geht auf eine Klepper, ein Instrument zur Geräuscherzeugung zurück |  |
| 1857          | Die Haubinger von 1857                                              | HFG               | Mainz             | |  |
| 1866          | Kath. Männververein im Casino z. Frohsinn Kastel                    | KMV               | Mainz-Kastel      | |  |
| 1877          | Carneval-Verein-Kleppergarde Gonsenheim                             | CVKG              | Gonsenheim        | Der Name geht, anders als bei der Mainzer Kleppergarde, auf die Bezeichnung Klepper = Pferd zurück. |  |
| 1877          | Kath. Kaufmännischer Verein                                         | KKV               | Mainz             | |  |
| 1877          | Kolpingsfamilie Mainz                                               | KF                | Mainz             | |  |
| 1884          | Mainzer Prinzengarde                                                | MPG               | Mainz             | |  |
| 1886          | Mombacher Carneval Verein „Die Bohnebeitel“                         | MCV               | Mombach           | |  |
| 1886          | Garde der Prinzessin                                                | GdP               | Mainz             | ehem. Mainzer Prinzessgarde |  |
| 1886          | Mombacher Prinzengarde                                              | MPG               | Mombach           | |  |
| 1889          | Kasteler Jocus-Garde                                                | KJG               | Mainz-Kastel      | |  |
| 1892          | Gonsenheimer Carneval-Verein (Schnorreswackler und Gonsbachlerchen) | GCV               | Gonsenheim        | |  |
| 1893          | Carnevalverein „Eiskalte Brüder“ (Grenadiergarde)                   | EBG               | Gonsenheim        | Den Vereinsnamen verdanken die Gründer einem erkalteten Ofen, den nachzuheizen sie bei der Planung ihres ersten Kappenabends an einem eisigen Winterabend im Eifer des närrischen Gefechts vergessen hatten. |  |
| 1899          | Mainzer Carneval Club                                               | MCC               | Mainz             | |  |
| 1901          | Mainzer Freischützengarde                                           | MFG               | Mainz             | |  |
| 1922          | Gesangverein „Elektro“ Mainz                                        |                   | Mainz             | |  |
| 1923          | Kostheimer Carneval Verein Husarengarde                             | KCVHG             | Kostheim          | später Trennung in rote Husaren und Kostheimer Carneval Verein |  |
| 1926          | Mainzer Hofsänger                                                   | MHS               | Mainz             | |  |
| 1930          | Karnevalgesellschaft „ULK“ Mz-Laubenheim                            | KG ULK            | Laubenheim        | |  |
| 1946          | Comité Katholischer Vereine 1946                                    | CKV               | Bretzenheim       | Die Symbolfigur des CKV ist „De Uffstumber“. “Uffstumber” werden in Mainz die Zeremonienmeister genannt, die rechts und links außen am Komitee-Tisch sitzen und von Zeit zu Zeit Aktive bzw. Ehrengäste auf die Bühne geleiten und dabei Beifall zollend oder aber auch um Aufmerksamkeit bittend mit dem Zeremonienstab auf den Boden stoßen, also „uffstumbe“. „Jemand uffstumbe“ heißt in Mainz aber auch: jemandem einen Anstoß, einen Schubs geben, aufrütteln oder einfach auf etwas hinweisen. |  |
| 1947          | Finther Carneval Verein                                             | FCV               | Finthen           | |  |
| 1947          | Finther Schoppesänger                                               | FSS               | Finthen           | zurzeit nicht aktiv |  |
| 1947          | Gustavsburger-Carneval Club                                         | GCC               | Gustavsburg       | |  |
| 1947          | Karneval-Club Kastel                                                | KCK               | Kastel            | |  |
| 1948          | Carneval Club Weisenau, Burggrafengarde                             | CCW               | Weisenau          | |  |
| 1949          | Kilianer Carneval Club                                              | KCC               | Mainz-Kostheim    | |  |
| 1949          | Mainzer Narren Club                                                 | MNC               | Mainz             | |  |
| 1950          | Bischofsheimer Carneval-Verein                                      | BCV               | Bischofsheim      | |  |
| 1951          | Mainzer Husaren Garde                                               | MHG               | Mainz             | |  |
| 1952          | Carneval-Club „Rote Husaren“ Kostheim                               | RHK               | Kostheim          | |  |
| 1952          | Narrenzunft Albert Amöneburg                                        | NZA               | Amöneburg         | |  |
| 1953          | Mombacher Carneval-Gesellschaft „Maletengarde“                      | MCG               | Mombach           | |  |
| 1953          | Füsilier-Garde                                                      | FG                | Gonsenheim        | |  |
| 1957          | Mainzer-Carneval-Gesellschaft                                       | MCG               | Mainz             | aufgelöst 2006 |  |
| 1958          | Mainzer Ritter Gilde e.V.                                           | MRGI              | Kastel            | |  |
| 1958          | Narrenclub Hechtsheim, Hechtsheimer Dragoner                        | HD                | Hechtsheim        | |  |
| 1960          | Erster Mainzer Spielmannszug                                        | EMS               | Mainz             | |  |
| 1960          | Mainzer Bänkelsänger                                                | MBS               | Mainz             | |  |
| 1960          | Schwarze Gesellen Laubenheim                                        | SGL               | Laubenheim        | |  |
| 1961          | Musik Show Band Mainz, Altstadt „Die Bauern“                        | MSBA              | Altstadt          | |  |
| 1963          | Elfer Dragoner                                                      |                   | Mainz             | existiert nicht mehr |  |
| 1968          | Mainzer Schwellkopp Verein                                          | MSV               | Mainz             | existiert nicht mehr |  |
| 1969          | Finther Reservisten                                                 | VR                | Finthen           | |  |
| 1970          | Franziskus-Narren Lerchenberg                                       | FNL               | Lerchenberg       | |  |
| 1971          | Hörnerzug Mainz-Neustadt „Rote Herolde“                             | HMN               | Neustadt          | existiert nicht mehr |  |
| 1972          | Lerchenberger Carneval Club „Die Euleköpp“                          | LCC               | Lerchenberg       | |  |
| 1973          | Die Jakobiner Bretzenheim                                           | JMB               | Bretzenheim       | Im Abgrenzung zu den Namen aus dem militärischen Bereich wurde hier die demokratische Bewegung des Mainzer Jakobinerklub zum Namensgeber. |  |
| 1974          | Mainzer Narrenzunft                                                 | MNZ               | Mainz             | existiert nicht mehr |  |
| 1974          | Fanfarenzug „Die Lerchen“                                           | FZ                | Mainz             | |  |
| 1974          | Hörnerzug „Die Blauen Husaren“ Mainz                                | BHM               | Mainz             | aufgelöst 2021 |  |
| 1974          | Die Sockequalmer                                                    | SQU               | Mainz             | |  |
| 1974          | Die Gaadefelder Mainz                                               | GFM               | Mainz             | existiert nicht mehr |  |
| 1975          | Karneval Verein „Die Brunnebutzer“ Marienborn                       | KVM               | Marienborn        | |  |
| 1976          | Mainzer Haubengarde                                                 | MHG               | Mainz             | |  |
| 1976          | Kostheimer Gecken                                                   | KG                | Kostheim          | |  |
| 1978          | Barbarossa Garde Mainz                                              | BGM               | Mainz             | existiert nicht mehr |  |
| 1980          | Meenzer Fassenachtsclub "Die Ritzambaner" e.V.                      | MFC               | Mainz             | |  |
| 1981          | Carneval Club Mombach „Die Eulenspiegel“                            | CCM               | Mombach           | |  |
| 1981          | Antoniter Garde Mz-Ebersheim                                        | AG                | Ebersheim         | existiert nicht mehr |  |
| 1981          | Meenzer Herzjer                                                     | MHM               | Mombach           | |  |
| 1982          | Sankt Bernhard Fastnacht                                            | SBF               | Mainz             | |  |
| 1984          | Meenzer Schlippcher                                                 | MS                | Mainz             | existiert nicht mehr |  |
| 1985          | Mainzer Winterhafen Musikanten                                      | MWM               | Mainz             | |  |
| 1986          | Närrischer Stammtisch „Die Allerscheenste“ e.V.                     |                   | Mainz             | Das Ziel des Stammtisches ist es, die Tradition der traditionellen „Kneipenfassenacht“ fortzuführen bzw. wieder zu beleben. Jährlich finden mehrere Kappensitzungen statt, auf denen eine Mainzer Persönlichkeit mit engem Bezug zur Mainzer Fastnacht zum „Aller-Allerscheenste“ gekürt wird. Zur Gruppe gehören u. a. Johannes Gerster, Margit Sponheimer und der mittlerweile verstorbene ehemalige Mainzer Oberbürgermeister Jockel Fuchs. |  |
| 1987          | Die Römer Ebersheim                                                 | RE                | Ebersheim         | |  |
| 1988          | M.E.G. die Wallensteiner                                            | MEG               | Mainz             | |  |
| 1990          | LSG -DIE CHAOTE-                                                    | LSG               | Mainz             | Heimatverein der Chaote-Cheerleader |  |
| 1990          | Die Vilzbach-Bube, Altstadt Mainz                                   | VBBA              | Altstadt          | |  |
| 1992          | Finther Freiherren und Freifrauen                                   |                   | Mainz             | |  |
| 1995          | Meenzer Drecksäck                                                   |                   | Mainz             | Alternativer Club ohne Kappen, Orden, Komitee usw. |  |
| 1997          | Draiser Carneval Club                                               | DCC               | Drais             | |  |
| 2004          | Schwarze Husaren Mainz                                              | SHM               | Mainz             | |  |
| 2006          | Mainzer Carneval Gemeinschaft                                       | MCG               | Mainz             | (ehemals Mz. Carneval Gesellschaft, siehe 1957) |  |
| 2007          | Die Meenzer Schoppeler eV.                                          |                   | Mainz             | |  |
| 2009          | Kürassier Garde                                                     |                   | Marienborn        | |  |
| 2010          | Schmutzige Gesellen e.V.                                            |                   | Mainz             | |  |
| 2013          | Bretzenummer Schnattergänsjer                                       |                   | Mainz-Bretzenheim | Fastnacht von Frauen für Frauen |  |
| 2013          | MKV Rot-Weiss Mainz 2013 e.V.                                       |                   | Mainz-Neustadt    | |  |
| 2013          | Fidelia Narrhalla e.V.                                              |                   | Mainz-Hechtsheim  | |  |
| 2014          | Carneval Club „Woigeister“ e.V.                                     | CCW               | Mainz-Kostheim    | Die Woigeister wollen mit einer neuen Form einer modernen und zeitgemäßen Fastnachtssitzung aufwarten. |  |
| 2014          | Närrischer Überwachungsverein e.V.                                  |                   | Mainz             | |  |
| 2014          | Die Rosa Käppscher e.V.                                             |                   | Mainz             | |  |
| 2014          | Meenzer Jägergarde                                                  | MJG               | Mainz             | Die Jägergarde besteht nur aus einer Person. Direkt nach ihrer Gründung wurde ein Aufnahmestopp „beschlossen“. |  |
| 2015          | 1. Mainzer Frauen Garde „Die Gardinen“ e. V.                        | MFG               | Mainz             | |  |
| 2016          | Neustadt-Carnevalverein „Die Hipster“                               | NCV „Die Hipster“ | Mainz-Neustadt    | |  |
| 2016          | Mombacher Bohnecorps „Die Bohnegard“ e.V.                           | MBC               | Mainz-Mombach     | |  |
| 2019          | Mainzer Aesculap-Garde e.V.                                         | MAG               | Mainz             | |  |
| 2019          | Meenzer Narrengarde 2019 e.V.                                       | MNG               | Mainz             | |  |
| 2023          | Mombacher Underground Carneval Club e.V.                            | MUCC              | Mainz-Mombach     | |  |
| 2024          | C.C. Rheinisches Husarenregiment Mainz 2024 e.V.                    | RHRM              | Mainz             | Es handelt sich um ein Trommlercorps mit angeschlossener Garde, das mit Leidenschaft den historischen Bezug zur Vaterstadt Mainz pflegt. Als historisches Vorbild dient das 2. Rheinische Husarenregiment Nr. 9, das von 1853 bis etwa 1866 in der Golden-Ross-Kaserne in der Großen Bleiche in Mainz stationiert war. Die nahezu originalgetreuen und eindrucksvollen Uniformen des Regiments basieren auf dem Erscheinungsbild dieses Vorbilds. Zusätzlich zu diesem einzigartigen historischen Bezug verfügt das Regiment in der Meenzer Fastnacht über ein weiteres Alleinstellungsmerkmal: einen festumrissenen Ehrenkodex, der die innere Überzeugung sowie das äußere Auftreten prägt. |  |
| 2024          | Mainzer Amazonen Corps e.V.                                         |                   | Mainz             | |  |